# Dinh điền Cái Sắn
Dinh điền Cái Sắn là một trong 169 trung tâm tái định cư dành cho người di dân từ miền bắc Việt Nam vào miền nam sau hiệp định Genève ở huyện Thốt Nốt. Khu vực này hiện nay thuộc địa phận Thành phố Cần Thơ và một phần của tỉnh Kiên Giang.

## Vị trí địa lý
Dinh điền Cái Sắn được xây dựng theo quanh lưu vực Kênh Cái Sắn. Khu vực này kéo dài từ Thạnh Quới (Cần Thơ) đến Mong Thọ (tỉnh Kiên Giang), giới hạn bởi Kênh Rạch Giá-Long Xuyên phía tây bắc và Kênh Xáng Trâm Bầu phía đông nam, với diện tích khoảng 270.000m².

## Lịch sử

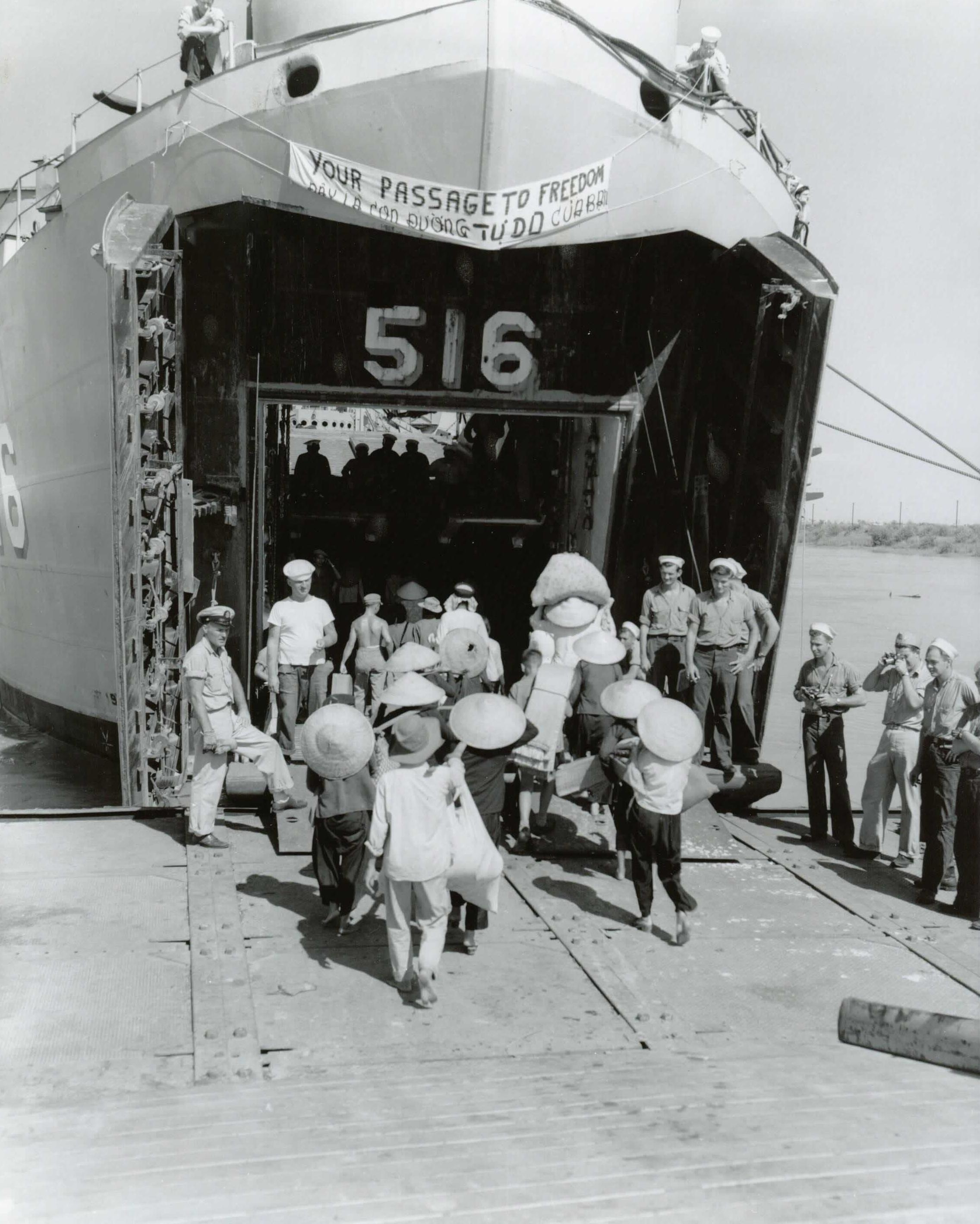
Khoảng một triệu người dân miền Bắc (khoảng 800 ngàn trong đó là người Công giáo) di cư đến miền Nam Việt Nam trong những năm 1954–1955 theo những chuyến tàu do Pháp và Mỹ tổ chức.

Sau hiệp định Genève, Tổng Thống Ngô Đình Diệm thực hiện chính sách dinh điền cho người di cư từ miền Bắc và miền Trung Việt Nam, mà phần đông là người công giáo. Chính sách này được điều hành bởi Phủ Tổng Ủy Dinh Điền với chủ trương phân phát đất nông nghiệp, ổn định đời sống cho người di cư, bên cạnh đó thiết lập các cơ sở cộng đồng (trường học, bệnh xá...), cải tiến dân sinh.
"Dự án Cái Sắn tổn phí 228.607.252VN$ (1/4 ngân khoản Mỹ viện trợ cho 129 dự án định cư)".
Dinh điền được thành lập ngày 21 tháng 12 năm 1955 theo chương trình định cư thí điểm. Nó nằm trong chương trình cải cách địa điền lần thứ nhất của Việt Nam Cộng Hòa.
Hiện nay khu vực này phát triển theo hướng tổ chức hợp tác xã nông nghiệp. Chủ yếu là trồng lúa từ 2 đến 3 vụ.

## Phương thức thực hiện
Hai dinh điền được đưa vào chương trình tái định cư cho người di dân, theo phương thức chia lô (30.000m²) và phân phát cho từng gia đình. Mỗi gia đình theo đó được nhận từ 1 đến 3 ha đất canh tác và được cấp một bằng khoán xác nhận quyền sử dụng đất. Hai dinh điền này mang tên Cái Sắn 1 thành lập ngày 21-1-1956, rộng 26.000 mẫu tây và là nơi định cư cho 9.800 gia đình gồm 45.302 người Bắc và dinh điền Cái Sắn II thành lập ngày 1-6-1957, rộng 4.000 mẫu tây, định cư cho 2.500 gia đình, đa số là người Công giáo Bùi Chu và Nam Định.
Hình thức phân lô bao gồm một phần đất thổ cư cạnh các bờ kênh đào, chủ yếu bằng tay, hai bên bờ Kênh Cái Sắn, mỗi kênh rộng 6-8m, sâu 1,5m, lòng sông sâu 4m dài khoảng 10 km, kênh cách kênh từ 1 đến 2 km. Mỗi lô rộng 30m, dài 1000m. Mặt tiền các nhà dân thường được xây dựng hướng ra sông trên mảnh đất thổ cư dài khoảng 20m. Đất canh tác nằm phía sau đất thổ cư. Nếu lấy Tân Hiệp làm chuẩn, các kênh về phía biển Rạch Giá được gọi lần lượt, bờ phía tây bắc từ kênh 0 (kênh zêrô) đến kênh 5, bờ phía đông nam từ kênh 10 đến kênh 6, ngoại trừ kênh 6 dọc bờ ke, kênh Rivera. Về phía sông Hậu, tên gọi lần lượt từ A đến H và kênh Thầy Ký. Tổng số lượng kênh đào là 17 kênh, với tổng chiều dài 159 cây số. Tổng số lô được phân chia là 8.086 lô đất.
Trong chương trình tái định cư, mỗi gia đình đều được trợ cấp về phương tiện canh tác và nhu yếu phẩm trong năm đầu tiên. Ngoài ra, họ còn được trợ cấp vay vốn với lãi xuất thấp phục vụ cho việc phát triển nông nghiệp. Bên cạnh đó, trường học, trạm y tế cũng như các nhà thờ được chú trọng xây dựng.